# Olavius caudatus
Olavius caudatus är en ringmaskart som först beskrevs av Erséus 1979.  Olavius caudatus ingår i släktet Olavius och familjen glattmaskar. Inga underarter finns listade i Catalogue of Life.